# حملة سلبية

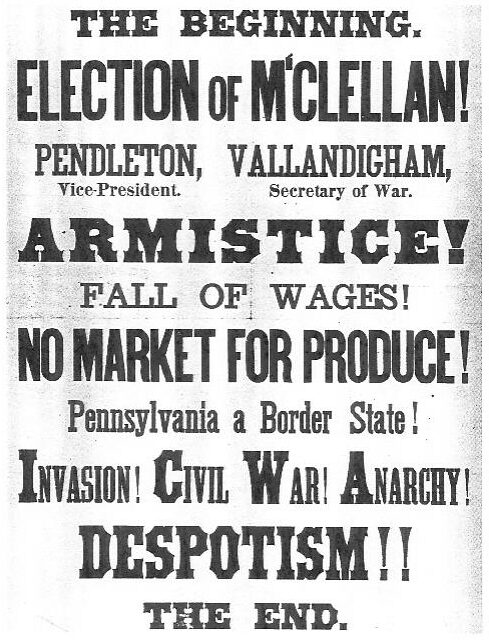
ملصق انتخابي أمريكي عام 1864، يشرح العواقب السلبية لفوز الحزب الديمقراطي في الانتخابات الرئاسية.

الحملة السلبية هي عملية نشر معلومات سلبية عمدًا حول شخص أو شيء ما بغرض تشويه الصورة العامة للأمر الموصوف. يشار إلى هذه الممارسة بمصطلح القدح الشائع والذي يحمل دلالة أكثر ازدرائية.
يكمن الدافع وراء النشر المتعمد لهكذا معلومات إما بوجود رغبة صريحة لصاحب الحملة في تحذير الآخرين من المخاطر أو الصعوبات الحقيقية المنوطة بالأمر الموصوف أو من أفكار صاحب الحملة غير الصادقة حيال الطرق التي يمكنه من خلالها تحقيق مكاسب سياسية أو تجارية أو غيرها من مجالات المنافسة على أحد خصومه الحقيقيين. ومع ذلك فإن أمكن إثبات صحة التصريحات التشهيرية فإن التشهير يأخذ حينها بعدًا أخلاقيًا من ناحية الواجب الذي يؤديه الخصم في خدمته للمصلحة العامة من خلال كشفه مواضع ضعف المرشح الآخر.
يمكن تعريف الصورة العامة لكيان ما باعتبارها تتألف من سمعة ومنزلة واحترام وقبول عامة الناس في إقليم ما و/أو مجموعة اجتماعية (وربما ضمن فترة زمنية محددة) لكل من مظهر وقيم وسلوك ذلك الكيان. يعد مدى سلبية أو إيجابية الصورة العامة أمرًا نسبيًا نظرًا لاختلاف قيم المجموعات المستهدفة من العامة، وعليه يجب على الحملة السلبية أخذ القيم الحالية للمجموعة التي ترغب بمخاطبتها في عين الاعتبار. كذلك ينبغي مراعاة درجة تشدد المجموعة في ممارستها لقيمها على العكس من تسامحها مع خرق العادات.

## المزايا
غالبًا ما يشير راعو الحملات السلبية الصريحة إلى جملة من الأسباب التي تدعم النشر الجماهيري للأفكار السلبية. يلجأ مكتب السياسة الوطنية لمكافحة المخدرات إلى استعمال الحملات السلبية من أجل إبعاد العامة عن المخاطر الصحية. استُعملت حملات سلبية مشابهة لدحض التسويق الجماهيري الذي تقوم به شركات التبغ أو للحد من القيادة تحت تأثير الكحول. يقول أولئك الذين يقومون بالحملات السياسية السلبية بأن العامة في حاجة إلى معرفة الشخص الذي يصوتون له أو لها حتى إن كان سيئًا. وبتعبير آخر فإن المرشح يجب أن يكون قادرًا على إخبار العامة في حال كان خصمه محتالًا أو شخصًا سيئًا.
نظر مارتن واتنبرغ وكريغ براينز من جامعة كاليفورنيا في إيرفين في دراسة لهما حيال ما إذا كانت الحملات السلبية تؤدي إلى حشد الناخبين أم إبعادهم. وخلصا إلى أن البيانات التي استعملها ستيفن أنسولبيهير في مقالة كان قد نشرها في دورية مراجعة العلوم السياسية الأمريكية في عام 1994 دعمًا للفرضية القائلة بأن الحملات السلبية تثبط الناخبين كانت تشوبها النواقص.
صوبت دراسة لاحقة أجراها أنسولبيهير وشانتو إينغار في عام 1995 بعضًا من العيوب التي شابت الدراسة السابقة. خلصت هذه الدراسة إلى أن الإعلانات السلبية أدت إلى تخفيض نسبة المشاركة في الانتخابات ولا سيما بالنسبة للناخبين المستقلين. وتكهن الباحثان بأن الحملات كانت تميل للاتجاه بمنحى سلبي فقط في حال مالت أصوات الناخبين المستقلين إلى كفة الخصم الآخر. تضمن الحملة من خلال قيامها بذلك عدم بقاء الناخبين المتأرجحين في منازلهم ومنع تقرير نتيجة الانتخابات على يد الناخبين الحاسمين لرأيهم. كذلك وجدوا بأن تأثير الإعلانات السلبية على الديمقراطيين كان أكبر من تأثيره على الجمهوريين. ووفقًا لدراستهما فإن القاعدة الشعبية للجمهوريين ستصوت مهما كانت الظروف (وسيصوتون فقط لجمهوري)، في حين كان الديمقراطيون عرضة للتأثير وذلك إما من خلال بقائهم في منازلهم وعدم التصويت على الإطلاق أو أن يميلوا نحو الطرف الآخر ويصوتوا لجمهوري. ودفعهم ذلك الأمر بالإضافة إلى تأثير الحملات السلبية على الناخبين المستقلين إلى الوصول إلى نتيجة مفادها بأن الجمهوريين استفادوا أكثر من الديمقراطيين عند الاتجاه بمنحى سلبي.